# Dyrham Park
Dyrham Park je barokní zámek ve starobylé oboře u obce Dyrham na jihu hrabství Gloucestershire, Anglie.
Dům obklopuje 1.1 km2 zahrad a parků. Západní průčelí v roce 1692 bylo upraveno hugenotským architektem, Samuelem Hauduroyem a východní přední strana v roce 1704 Williamem Talmanem, architektem ze Chatsworthu, pro Williama Blathwayta, který byl tajemníkem Viléma III. Oranžského.
Pro Blathwaytovy královské styky a kvůli jeho vlivnému strýci, Thomasovi Povey, se Dyrham se stal přehlídkou holandských dekorativních umění. Sbírka obsahuje obrazy a nábytek. Blathwaytova rodina žila v domě až do roku 1956, kdy jej vláda zabavila. National Trust pozemky získal v roce 1961.

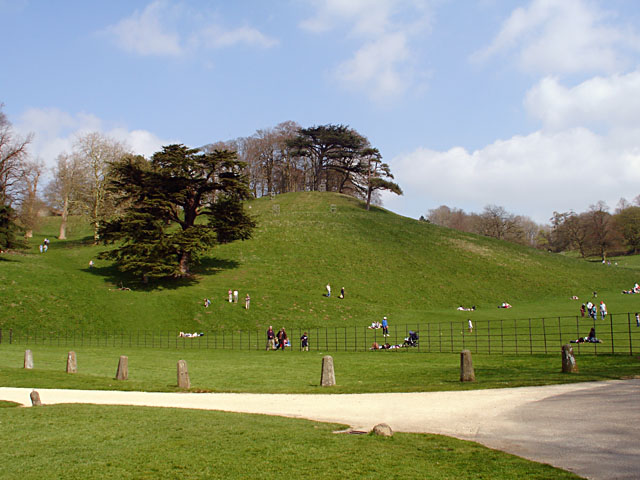
Pohled směrem k Old Lodge.

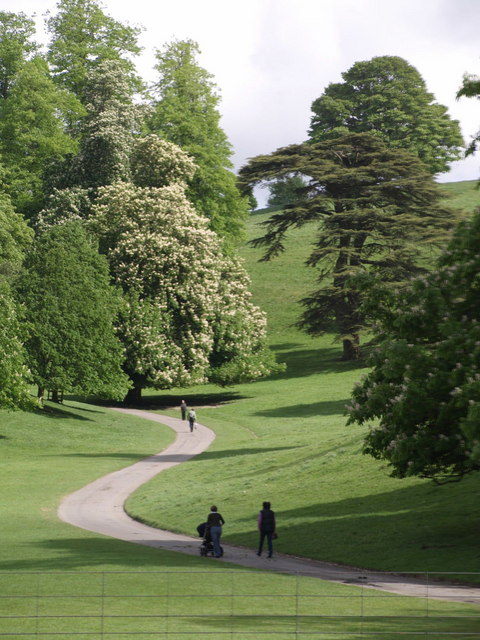
Typická linie krásy anglického parku.

Dům a zahrady jsou otevřeny pro veřejnost v určitých dnech, a pozemky jsou přístupné po celý rok.
V parku jsou pořádány hudební koncerty, divadelní inscenace pod širým nebem, lovy velikonočních vajec a den moštování hrušek.
Dyrham Park byl jedním z domů používaných pro filmování. V roce 1993 zde byl natáčen film Merchant Ivory, The Remains of the Day. Letecký pohled na Dyrham Park byl použit v úvodní sekvenci filmu Austrálie (2008). Dům byl použit pro venkovní a zahradní scény minisérie BBC Wives and Daughters (1999).
V září 2010,v Dyrham Park BBC natáčelo scény pro seriál Doctor Who pro epizodu "Night Terrors".

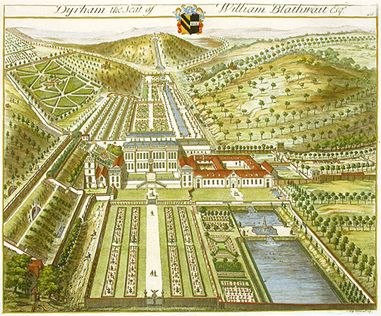
Sídlo Williama Blathwaita